# Phalanx CIWS

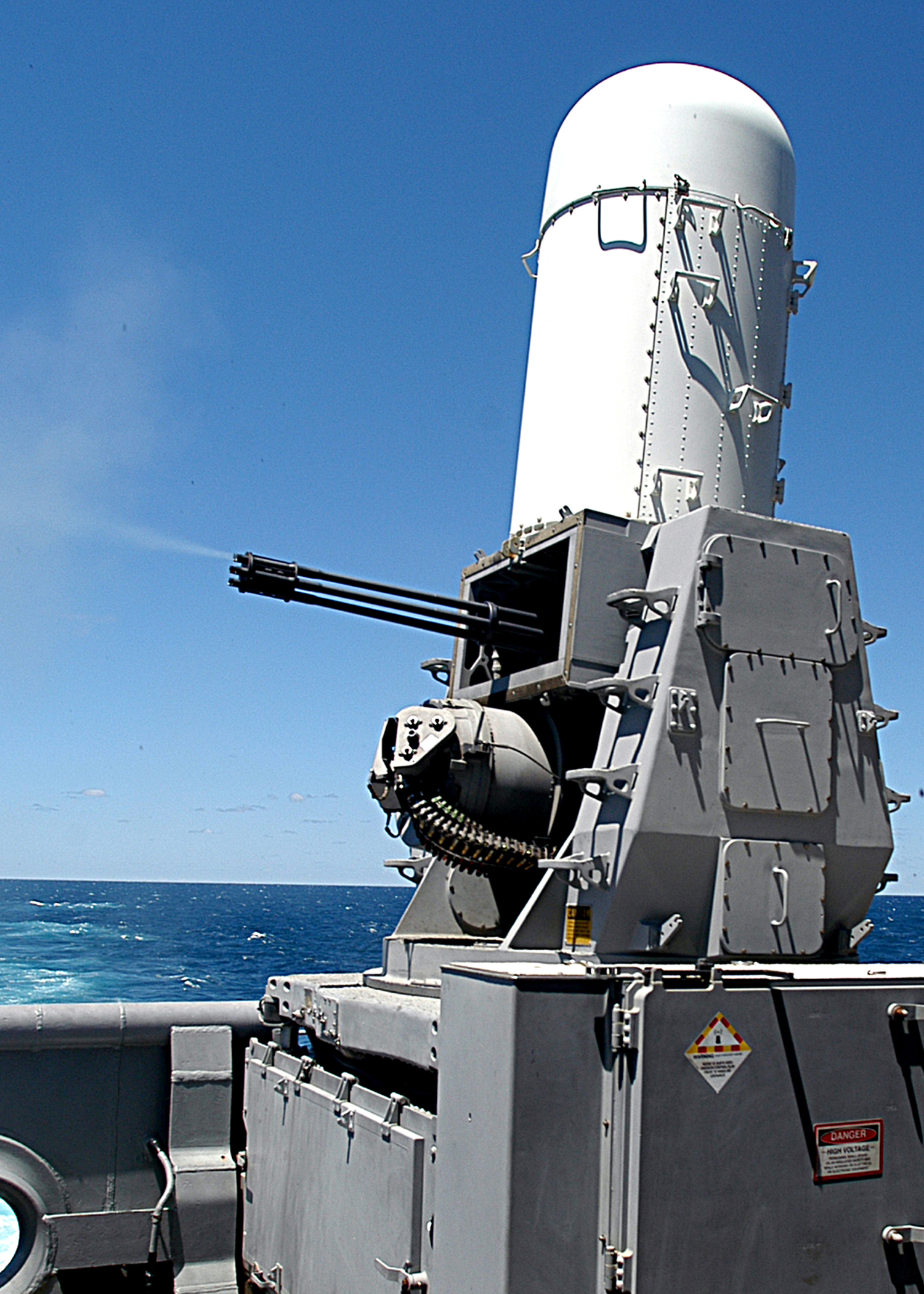
Systém Phalanx, instalovaný na obojživelné výsadkové lodi USS Kearsarge, při zkušební střelbě

Phalanx CIWS (Close-In Weapon System) je americký zbraňový systém blízké obrany sloužící jako poslední obrana proti protilodním řízeným střelám či letounům nepřítele. Systém má doposud uživatele z 23 zemí, kteří odebrali cca 890 kusů. Existuje také jeho pozemní verze Centurion a námořní verze SeaRAM kombinující naváděcí systém Phalanxu s blokem raket typu RIM-116 Rolling Airframe Missile.

## Charakteristika
Základem systému je šestihlavňový rotační kanón M61A1 Vulcan, jehož palba je automaticky řízena radarem. Systém byl vyvinut firmou General Dynamics, ovšem dnes ho vyrábí koncern Raytheon. Systém je instalován na každé válečné lodi US Navy, Pobřežní stráž Spojených států amerických ho používá u svých kutrů tříd Hamilton a Legend a má také zahraniční uživatele z dalších 22 zemí. Na americké lodě se začal montovat v roce 1980 a jeho výrobce uvádí, že ho bylo vyrobeno více než 890 kusů.
Pod radarem v horní části systému je umístěn vyhledávací a řídící radar AN/UPS-2 pro řízení palby (v nejnovější verzi rovněž termovizní zaměřovač a automatický sledovač cíle), níže je umístěn šestihlavňový rychlopalný rotační kanon M61A1 ráže 20 mm. Pod ním je zásobník 1500 kusů munice. Uložen je na otočné stabilizované elektricky ovládané základně. Systém může vést palbu na přilétající střely a další cíle rychlostí 3000 či 4500 ran za minutu. Funguje automaticky, ale lze ho řídit i manuálně.

## Další varianty

### LPWS

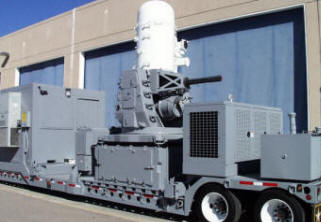
Centurion – pozemní verze Phalanxu

LPWS (Land-Base Phalanx System) je pozemní obranný systém vyvinutý společností Raytheon Company na základě námořního systému Phalanx. Jedná se o zbraně kategorie C-RAM (Counter-Rocket, Artillery and Mortar) a jeho hlavním úkolem je tak chránit pozemní základny před útokem pomocí minometných granátů, raket či střel z pancéřovek. Systém je také znám jako Centurion. V zásadě se jedná o systém Phalanx Block 1B umístěný na taženém návěsu, vybaveném vlastním zdrojem elektrické energie. V praxi je pak napojen na externí dělostřelecký radar, který sleduje cíle mimo dosah vlastního radaru systému. Pracuje zcela automaticky. Systém byl poprvé vyzkoušen v roce 2005 při nasazení v Iráku a je používán též v Afghánistánu. Ke konci roku 2010 americká armáda odebrala 34 kompletů a britská armáda dalších 10.

### MLPWS
MLPWS (Mobile Land-Base Phalanx System) je vyvíjená vylepšená varianta Centurionu. V tomto případě je systém Phalanx umístěn na čtyřnápravovém těžkém terénním nákladním automobilu Oshkosh HEMTT A3 s hybridním pohonem. Systém je schopen střelby i za jízdy.

### SeaRAM

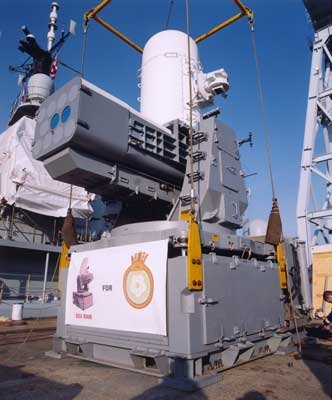
SeaRAM

Tento vyvíjený autonomní obranný systém je kombinací radaru a senzorové techniky Phalanxu Block 1B s 11násobným vypouštěcím kontejnerem řízených střel RIM-116 Rolling Airframe Missile. Slouží zejména k ničení útočících protilodních střel. Jeden exemplář byl nejprve instalován na jeden z prototypů Littoral Combat Ship – USS Independence.
Následně byly komplety SeaRAM vybaveny čtyři torpédoborce třídy Arleigh Burke operující v rámci protiraketové obrany ze španělské základny Rota. Pokud totiž systém Aegis pátrá po balistické raketě, nelze jej využít proti protilodním střelám. Systémy SeaRAM tak výrazně zlepšují obranyschopnost těchto plavidel. Během první ostré střelecké zkoušky v červenci 2016 americký torpédoborec USS Carney (DDG-64) sestřelil cvičný terč BQM-74E.
Americké námořnictvo zároveň zkoumá možnosti instalace systému SeaRAM na další svá plavidla.

## Podobné systémy
- AK-630
- Goalkeeper CIWS
- Meroka
- RIM-116 Rolling Airframe Missile